# سهام رقیق‌شده

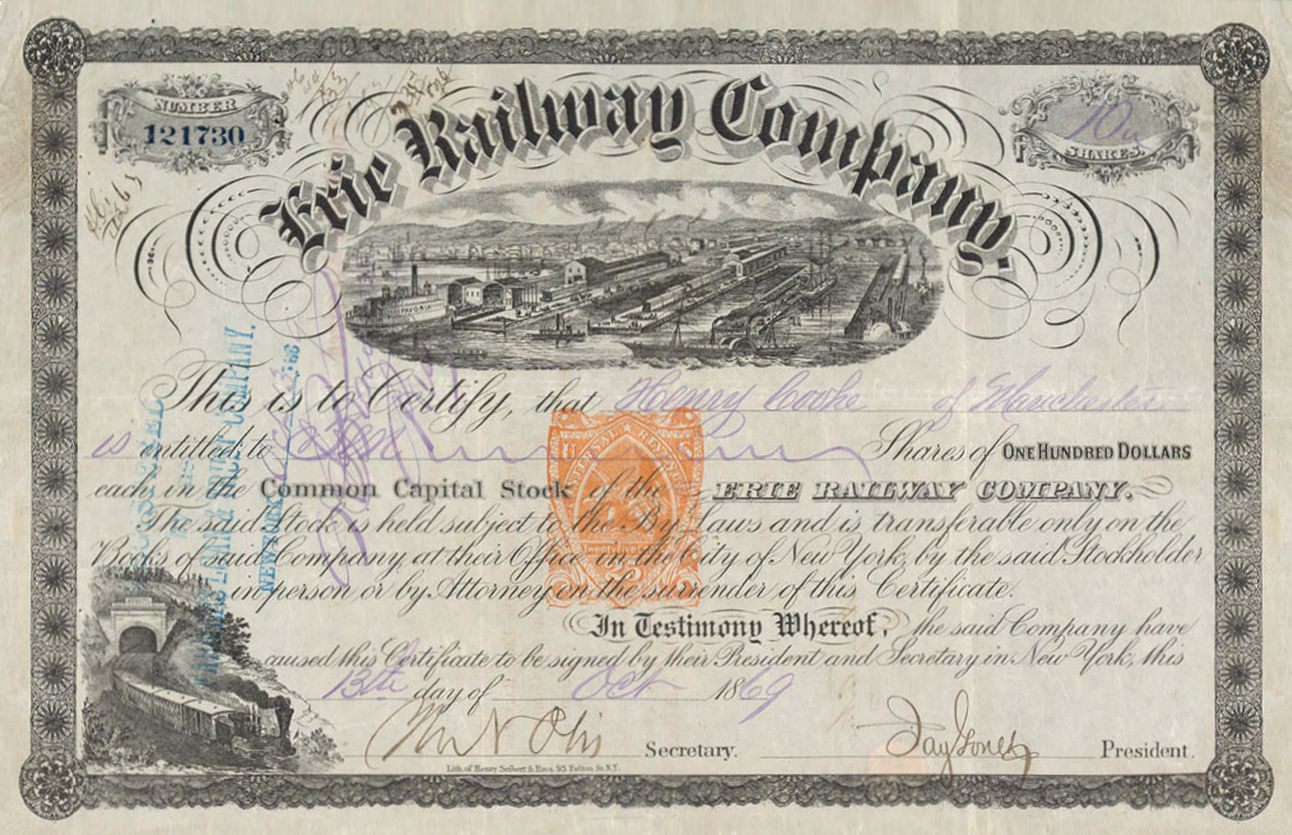
نمایی از یک سند تاریخی؛ «جی گولد» به‌عنوان رئیس راه‌آهن ایری، برای شکست‌دادن یک تلاش برای تصاحب، سهام آبدار منتشر کرد. (۱۸۶۹ میلادی)

سهام رقیق شده (انگلیسی: Watered stock) گونه‌ای از دارایی است و به آن دسته از سهامی گویند، که حجم صدور آنها بیش از دارایی‌های خود شرکت صادر کننده سهام بوده و دلایل مختلفی برای وجود این حقیقت وجود دارد، که عبارتند از انتظار سود سهام بالا یا ارزیابی بیشتر از مقدار واقعی دارایی هاست.